# Robert I al Franței
Robert I (n. 15 august 860 d.Hr., Angers, Franța – d. 15 iunie 923 d.Hr., Soissons, Hauts-de-France, Franța) a fost rege al Franciei occidentale (922–923). Înainte de a-i succeda fratelui său Odo ca rege a fost conte de Poitiers, marchiz de Neustria și Orléans și conte de Paris.

## Biografie
Robert s-a născut postum în 866 ca fiul cel mic al lui Robert cel Puternic și fratele lui Odo, care va deveni rege al Franciei de Vest în 888. Francia de Vest a evoluat în timp în Franța; sub Odo, capitala s-a fixat la Paris. Familia lui este cunoscută drept Robertieni.
Nu a pretins coroana Franciei de Vest decât după moartea fratelui său în 898; recunoscând supremația regelui carolingian, Carol al III-lea, el a fost confirmat în funcție, după care a continuat să apere nordul Franciei de atacurile nordicilor.
Pacea dintre rege și puternicul său vasal nu a fost grav perturbată până în anul 921. Domnia lui Carol și în special părtinirea lui pentru Hagano a stârnit unele iritații; susținut de mai mulți clerici și de unii dintre cei mai importanți nobili franci, Robert a preluat controlul armatei, l-a condus pe Carol în Lorena și s-a auto-încoronat rege al Francilor (rex Francorum) la Rheims la 29 iunie 922. După ce a strâns o armată, Carol a pornit împotriva uzurpatorului și, la 15 iunie 923, într-o luptă sângeroasă în apropiere de Soissons, Robert a fost ucis, în conformitate cu o tradiție, în luptă singură cu rivalul său. Cu toate acestea, armata sa a câștigat bătălia și Carol a fost capturat.

## Familie
Robert s-a căsătorit de două ori. Cu prima soție, Aelis, a avut două fiice. Fiecare din ele s-a căsătorit cu vasali puternici ai tatălui lor: Emma a Franței (894–935) cu Raoul, Duce de Burgundia iar  Hildebranda (895–931) cu Herbert al II-lea de Vermandois. Cu a doua soție, Béatrice de Vermandois, fiica lui Herbert I de Vermandois, a avut un singur fiu, Hugh cel Mare, care a devenit dux Francorum și tatăl regelui Hugh Capet. Se poate să fi avut și alte fiice.